# Camille Adrien Paris
 (juillet 2016).
Ne doit pas être confondu avec Camille Paris.
Camille Adrien Paris, né le 22 mars 1834 à Paris et mort le 17 août 1901 à Barbizon, est un peintre français.

## Biographie
Camille Adrien Paris est le fils de François Paris, négociant à Paris, et de Rosalie Zoé Monteret. Il est l'élève d'Ary Scheffer et de François-Édouard Picot. Il a commencé par voyager en Italie où il peint plusieurs tableaux avant de s'établir à Barbizon au no 8 de la Grande Rue.
Il a participé aux Salons à partir de 1864. avec des vues de la campagne romaine, puis s'est inspiré de la campagne environnante. L'administration des beaux-arts lui a acheté quelques tableaux pour les musées de province avant d'acquérir le grand tableau ayant obtenu la médaille de 3e classe au Salon de 1874 et une médaille de 2e classe au Salon de 1889. Il a reçu une médaille de bronze à l'Exposition universelle de 1889.
Le tableau intitulé Chèvre et mouton ou Paysage, exposé au Salon de 1865, a été acheté sur la liste civile de Napoléon III pour le château de Fontainebleau. Il a été restitué à l'impératrice Eugénie en 1881, qui l'a mis en vente.
Camille Adrien Paris est nommé chevalier de la Légion d'honneur le 7 mai 1895, l'insigne lui est remis par Léon Bonnat.
Mort le 17 août 1901 à Barbizon, il est inhumé dans le cimetière de cette commune. Sa tombe est ornée d'un bas-relief en bronze de Laurent Marqueste. Le 21 août, sa dépouille est transférée au cimetière du Père-Lachaise (6e division),,,.

## Œuvres exposées aux Salons
- 1864 : La Roche della Fata, près du cap Circé dans les Maris-Pontins.
- 1865 : Après l'orage, Langhezza, campagne de Rome et La Chapelle palatine, Palerme.
- 1866 : Les Maremmes, Italie et L'Aqua Acetosa, campagne de Rome.
- 1867 : Le Solitaire, paysage.
- 1870 : Les trois Parques de village.
- 1872 : En Forêt.
- 1873 : Fleurs d'automne.
- 1874 : Taureau de la campagne de Rome.
- 1876 : Temple de Neptune, dans le Latium.
- 1878 : La Nuit, campagne de Rome et L'Automne, forêt de Fontainebleau.
- 1879 : Le Taureau de Gabies, campagne de Rome.
- 1880 : Taureau vainqueur, campagne de Rome.
- 1881 : Le Gué.
- 1882 : Matinée aux champs